# Sveti Filip
Sveti Filip jedan je od Isusovih dvanaestorice apostola.

## Životopis
Rođen je u Betsaidi. Bio je među učenicima Ivana Krstitelja prije nego što ga je Isus pozvao među apostole. Spominje se prilikom Isusovog hranjenja 5000 ljudi. Kasnije se spominje, kako su neki Grci tražili Isusa i zamolili Filipa da im ga pokaže. Filip je bio prisutan s desetoricom apostola kod Kristova uzašašća.
Prema predaji, dvadeset je godina propovijedao među Skitima. Oni su ga na kraju uhvatili i prisiljavali prinijeti žrtvu bogu Marsu. Zatim je u Frigiji (danas jugozapadna Turska) propovijedao protiv hereze ebionita. Smatra se da je imao dvije kćeri koje su također naviještale kršćanstvo. Prema predaji razapet je i kamenovan u Hijerapolu.

## Štovanje
Tijelo mu je pokopano u Hijerapolu. Obje njegove kćeri umrle su također mučeničkom smrću te su pokopane, jedna s desne strane, a druga s lijeve strane tijela svojega oca.
Spomendan mu se slavi 3. svibnja.

### Članci
- Dragić, Helena. 2022. Apostoli sv. Filip i Jakov Alfejev u hagiografiji i poeziji Marka Marulića. Nova prisutnost. Kršćanski akademski krug. Zagreb. 10 (1): 89–101